# Ед-Даля (мухафаза)
Ед-Даля (араб. الضالع) - одна з 21 мухафази Ємену.

## Географія
Розташована в південно-західній частині країни. Межує з мухафазами: Лахдж (на півдні та сході), Ель-Бейда (на півночі), Ібб (на заході) і Таїз (на південному заході). Площа становить 4 786 км ². Адміністративний центр - місто Ед-Даля. Інші великі населені пункти - Каатаба, Джубаїл.

## Населення
За даними на 2013 рік чисельність населення становить 615 396 осіб.
Динаміка чисельності населення мухафази по роках:
| 1994    | 2004    | 2013    |
| ------- | ------- | ------- |
| 330 062 | 470 460 | 615 396 |